# The Keeper (film 2019)
The Keeper è un film del 2019 diretto da Marcus H. Rosenmüller.
La pellicola, di produzione anglo-tedesca, racconta la vera storia di Bert Trautmann, interpretato da David Kross, che da prigioniero tedesco in Inghilterra durante la seconda guerra mondiale, grazie alle sue doti di portiere rimase oltremanica fino a diventare una leggenda del calcio britannico. Il film è stato distribuito in Germania dal 14 marzo 2019.

## Trama
Sul finire della seconda guerra mondiale, alcuni soldati nazisti vengono catturati da forze inglesi e internati in un campo di prigionia britannico. Tra questi vi è Bert Trautmann, un paracadutista della Luftwaffe che spicca per il suo talento nel giocare a calcio come portiere; il prigioniero viene notato da Jack Friar, allenatore della squadra locale, che decide di ingaggiarlo ai fini di evitare la retrocessione. In quanto soldato nazista, Bert è malvisto dai suoi nuovi compagni di squadra e dagli abitanti della zona, in particolare da Margaret, la figlia di Jack, ma grazie al suo talento sportivo e alla sua voglia di redimersi e di accantonare il suo passato, riesce a conquistarsi la fiducia di tutti. La squadra di Jack evita la retrocessione, e Margaret lascia il suo fidanzato Bill per sposare Bert. Il tedesco viene poi notato da Jock Thomson, allenatore del Manchester City, il quale decide di ingaggiarlo.
Gli inizi al City non sono dei migliori: Bert è oggetto di odio da parte dei tifosi e della stampa nazionale, in particolare dopo aver ammesso in conferenza stampa di aver ricevuto la Croce di Ferro. Grazie al suo talento e al suo profondo senso del dovere e di redenzione, Bert diviene un giocatore fondamentale dei Citizens, risultando decisivo in particolare nella vittoriosa finale della Coppa di Inghilterra contro il Birmingham City, dove conclude la partita nonostante una grave botta al collo ricevuta in uno scontro con l’avversario Peter Murphy.
Bert e Margaret hanno un figlio di nome John, che morirà investito da un'auto. Il tragico evento trascina la coppia in un profondo senso di colpa, in particolare Bert, che viene tormentato dal ricordo di un bambino ucciso da un suo collega nazista mentre egli era al fronte orientale, e che lui avrebbe potuto salvare. Deciso a lasciare il mondo del calcio, viene dissuaso dal sergente Smythe, comandante del campo di prigionia in cui Bert fu internato nel 1944. 
Conclusa la carriera di calciatore nel 1964, allenerà squadre minori inglesi e tedesche fino al 1969 e in seguito le nazionali di alcuni Paesi africani ed asiatici, ritirandosi definitivamente nel 1989.
Il film si conclude con i titoli di coda, dai quali si viene a conoscere che Bert diventerà il primo giocatore straniero ad essere eletto miglior calciatore dell'anno in Inghilterra e che avrà altri due figli con Margaret.